# Sikorsky S-39
Die Sikorsky S-39 war ein Ende der 1920er- und Anfang der 1930er-Jahre gebautes fünfsitziges Amphibienflugzeug des US-amerikanischen Herstellers Sikorsky Manufacturing Co., das überwiegend für zivile Zwecke eingesetzt wurde.

## Geschichte
Nach dem Erfolg der S-38 verkleinerte Sikorsky mit der S-39 deren Grundstruktur und schuf ein Flugzeug für den aufstrebenden Markt des Geschäftsflugs, das auch für Luft-Taxi-Unternehmen in Küstenregionen interessant sein sollte. Der originale Prototyp erhielt zwei 115 PS leistende Cirrus-Hermes-Triebwerke, mit denen die S-39 Mitte 1929 erste Erprobungsflüge absolvierte. Das Flugzeug stürzte jedoch noch im gleichen Jahr nach dem Verlust eines Triebwerks ab.

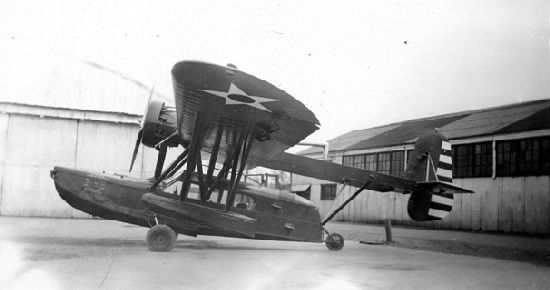
Die einzige 1YC-28

Mehr Erfolg hatte die S-39-A (auch S-39A), die Anfang 1930 zum ersten Mal flog und ein direkt an der Tragfläche angebautes Pratt & Whitney R-985 verwendete. Damit war die S-39 das erste amerikanische Flugzeug, das eine Musterzulassung (ATC 340) mit diesem Triebwerk erhielt. Trotz der einsetzenden Weltwirtschaftskrise konnten bis Ende 1930 zwölf S-39-A zu einem Preis von je 17.500 US-Dollar verkauft werden. Von der 1931 eingeführten S-39-B, die größere Leitwerksflächen aufwies, konnten sechs weitere Exemplare an Privatbetreiber verkauft werden. Hinzu kam eine Maschine, die vom US Army Air Corps (USAAC) 1932 beschafft und als Y1C-28 (USAAC-Seriennr. 32-411) betrieben wurde. Die Erprobung des Flugzeugs auf dem Wright Field (Ohio) zeigte schnell, dass die Anordnung von Tragflächen- und Triebwerksverstrebungen die Sichtverhältnisse für den Piloten so stark einschränkte, dass eine Verwendung als militärischer Transporter nicht möglich war. Mitte der 1930er-Jahre wurde das Flugzeug unter der geänderten Bezeichnung C-28 als Verbindungsflugzeug bei der Militärakademie West Point (New York) eingesetzt.
Zwei S-39-B erhielten nachträglich 400 PS leistende R-1340-Wasp-Sternmotoren, womit eine erneute Musterzulassung als S-39-C verbunden war.

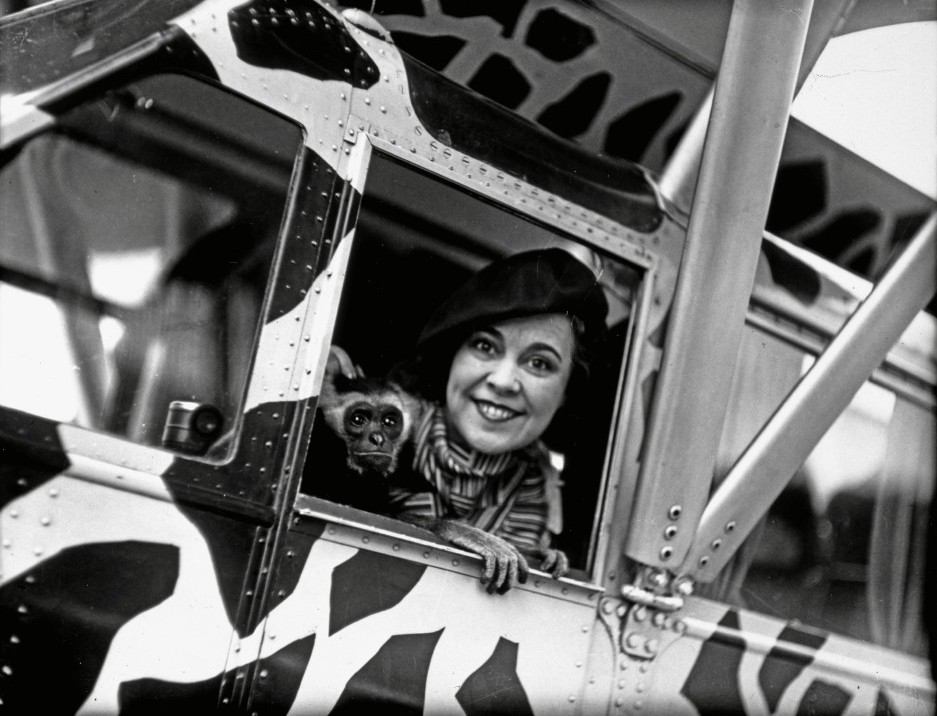
Osa Johnson in ihrer Spirit of Africa

Das letzte Exemplar war eine S-39-CS (C Special) mit dem Namen Spirit of Africa, die 1932 im Auftrag der bekannten Entdecker und Fotografen Martin und Osa Johnson gebaut wurde. Der Anstrich der Maschine entsprach der Flecktarnung einer Giraffe. Mit dieser S-39 legten die Johnsons fast 100.000 km auf ihren Flügen in Afrika und Ostindien zurück.

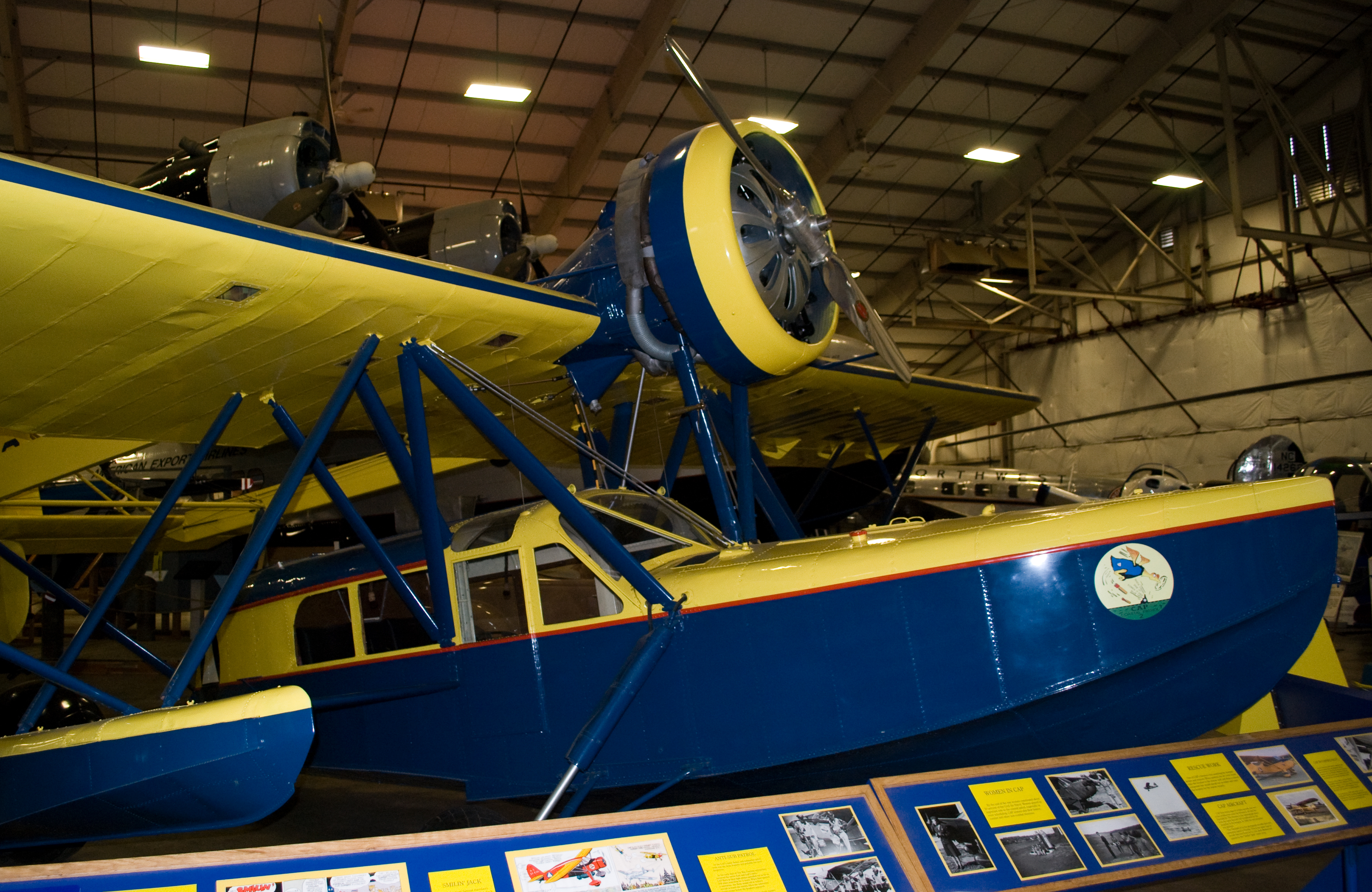
S-39-B im New England Air Museum

Einige zivile S-39 wurden während des Zweiten Weltkriegs von militärischen Dienststellen requiriert und bei der Civil Air Patrol (CAP) für Such- und Rettungsmissionen eingesetzt. Diese Flugzeuge erhielten weder Seriennummern des Air Corps noch wurde eine militärische Bezeichnung für diese S-39 vergeben. Eine restaurierte CAP-Maschine befindet sich derzeit (2017) im New England Air Museum in Windsor Locks (Connecticut).
Die einzige flugtüchtige S-39 ist eine S-39-B mit dem Kennzeichen NC50V, die sich derzeit (2017) im Bestand des Museums Fantasy of Flight befindet, aber nicht ausgestellt wird. Das Flugzeug hat einen der Spirit of Africa nachempfundenen Zebraanstrich und trägt den Namen Spirit of Igor im Gedenken an Igor Sikorsky.

## Technische Daten
| Kenngröße             | Daten |
| --------------------- | --- |
| Besatzung             | 1 |
| Passagiere            | 4 |
| Länge                 | 9,68 m |
| Spannweite            | 15,86 m |
| Flügelfläche          | 29,7 m² |
| Leermasse             | 1216 kg |
| Startmasse            | 1816 kg |
| Reisegeschwindigkeit  | 152 km/h |
| Höchstgeschwindigkeit | 184 km/h |
| Dienstgipfelhöhe      | 5490 m |
| Reichweite            | 600 km |
| Triebwerk             | 1 × Neunzylinder-Sternmotor Pratt & Whitney R-985 Wasp Junior mit 300 PS (221 kW); am Boden einstellbarer Zweiblatt-Metallpropeller |